# Бэрри, Филлис
Фи́ллис Бэ́рри (англ. Phyllis Barry; 7 декабря 1908, Лидс, Западный Ридинг Йоркшира, Англия, Великобритания — 1 июля 1954, Лос-Анджелес, Калифорния, США) — британская актриса, танцовщица и певица.

## Биография
Филлис Бэрри родилась 7 декабря 1908 года в Лидсе (графство Западный Ридинг Йоркшира, Англия, Великобритания).

## Карьера
Филлис начала свою карьеру в качестве танцовщицы в труппе Джона Тиллера (1854—1925). Затем Филлис покинула родную Англию, чтобы появиться на австралийской сцене.
В 1925—1947 года Филлис сыграла в 44-х фильмах и в начале кинокарьеры она появлялась в титрах под именем Филлис Ду Бэрри.
Также Филлис была певицей и в 1933 году она исполнила песню «No More War» в фильме «Дипломаниакс», в котором она также сыграла роль Фифи.

## Смерть
45-летняя Филлис скончалась 1 июля 1954 года от отравления барбитуратами, вызванного употреблением в пищу фенобарбитала в Лос-Анджелесе (штат Калифорния, США).

## Избранная фильмография
| Год  |   | Русское название | Оригинальное название     | Роль                            |
| ---- | - | ---------------- | ------------------------- | ------------------------------- |
| 1933 | ф | Дипломаниакс     | Diplomaniacs              | Фифи                            |
| 1936 | ф | Дама с камелиями | Camille                   | имя персонажа неизвестно        |
| 1937 | ф | Принц и нищий    | The Prince and the Pauper | буфетчица                       |
| 1940 | ф | Мост Ватерлоо    | Waterloo Bridge           | вторая девушка в поместье танца |